# Litomišl
Litomišl (češ. Litomyšl,   je grad na samom istoku Češke u Pardubickom kraju, 18 km severozapadno od mesta Svitavi. Prema popisu iz 2006. imao je 10 231 stanovnika. Grad leži na 49° 52' 12" SGŠ i 16° 18' 46" IGD.

## Istorija
Prvo spominjanje Litomišla odnosi se na 981. godinu a navodi se u Kosmovoj češkoj hronici, koja je međutim izašla tek u XII veku.
Olomoucki biskup Jindržih Zdik pozvao je u Litomisl polovinom 12. veka red premonstrata i 1145. godine je osnovao manastir Olivetska gora (lat. Mons oliveti). Mesto je 1259. godine unapređeno u grad.

## Znamenitosti
Areal renesansnog zamka iz perioda 1568–1581. upisan je u listu svetske kulturne baštine UNESCO, a zbog svoje lepote Litomišl je postao poznato turističko odredište. U gradu ima i puno drugih znamenitosti.

## Delovi grada
- Kornice
- Lani
- Litomišl-grad
- Nedošin
- Nova Ves u Litomišlu
- Pazuha
- Pohodli
- Suha
- Zahaja
- Zahradi

## Znamenite ličnosti
- Ignjat Bajloni - srpski industrijalac i guverner
- František August Brauner (1810–1880) – češki pravnik i političar
- Bedrih Smetana (1824–1884) – muzički kompozitor
- Julius Mařák (1832–1899) – češki slikar

## Gradovi partneri
- Roden, Holandija
- San Polo d'Enza, Italija
- Ljevoča, Slovačka

## Spoljašnje veze
- http://www.litomysl.cz Архивирано на веб-сајту  (19. фебруар 2011) – zvanične stranice grada

## Literatura
- ŠORM, Antonín. Pověsti o českých zvonech. Prag: V. Kotrba, 1926.

## Партнерски градови
- Лањцут